# Polyommatus courvoisieri
Polyommatus courvoisieri är en fjärilsart som beskrevs av Hirschke 1910. Polyommatus courvoisieri ingår i släktet Polyommatus och familjen juvelvingar. Inga underarter finns listade i Catalogue of Life.